# Diocesi di Gulbarga
La diocesi di Gulbarga (in latino Dioecesis Gulbargensis) è una sede della Chiesa cattolica in India suffraganea dell'arcidiocesi di Bangalore. Nel 2021 contava 8.136 battezzati su 7.389.665 abitanti. È retta dal vescovo Robert Michael Miranda.

## Territorio
La diocesi comprende i distretti di Gulbarga, Bijapur, Yadgir e Bidar nello stato indiano del Karnataka.
Sede vescovile è la città di Gulbarga, dove si trova la cattedrale di Maria Madre della Divina Grazia.
Il territorio si estende su 32.157 km² ed è suddiviso in 32 parrocchie.

## Storia
La diocesi è stata eretta il 24 giugno 2005 con la bolla Cum petitum esset di papa Benedetto XVI, ricavandone il territorio dalle diocesi di Belgaum e di Bellary e dall'arcidiocesi di Hyderabad.

## Cronotassi dei vescovi
Si omettono i periodi di sede vacante non superiori ai 2 anni o non storicamente accertati.
- Robert Michael Miranda, dal 24 giugno 2005

## Statistiche
La diocesi nel 2021 su una popolazione di 7.389.665 persone contava 8.136 battezzati, corrispondenti allo 0,1% del totale.
| anno | popolazione | popolazione | popolazione | presbiteri | presbiteri | presbiteri | presbiteri                | diaconi | religiosi | religiosi | parrocchie |
| anno | battezzati  | totale      | %           | numero     | secolari   | regolari   | battezzati per presbitero | diaconi | uomini    | donne     | parrocchie |
| ---- | ----------- | ----------- | ----------- | ---------- | ---------- | ---------- | ------------------------- | ------- | --------- | --------- | ---------- |
| 2005 | 6.425       | 7.012.492   | 0,1         | 29         | 25         | 4          | 221                       |         | 6         | 105       | 16         |
| 2006 | 5.000       | 6.435.095   | 0,1         | 36         | 22         | 14         | 138                       |         | 20        | 118       | 23         |
| 2013 | 6.985       | 7.070.000   | 0,1         | 64         | 35         | 29         | 109                       |         | 32        | 168       | 25         |
| 2016 | 7.730       | 7.348.000   | 0,1         | 68         | 33         | 35         | 113                       |         | 39        | 192       | 27         |
| 2019 | 7.833       | 7.281.000   | 0,1         | 65         | 29         | 36         | 120                       |         | 39        | 212       | 31         |
| 2021 | 8.136       | 7.389.665   | 0,1         | 66         | 29         | 37         | 123                       |         | 40        | 204       | 32         |